# Nachal Kfar Biš
Nachal Kfar Biš (hebrejsky: נחל כפר ביש) je vádí na pomezí Judských hor a pahorkatiny Šefela v Izraeli.
Začíná v nadmořské výšce okolo 400 metrů jižně od vesnice Nechuša nedaleko Západního břehu Jordánu. Směřuje pak k jihu a jihozápadu mírně se zahlubujícím zalesněným údolím. Míjí lokalitu Chirbet Kfar Biš (חרבת כפר ביש) a ústí na východních svazích hory Har Ezroa zprava do toku Nachal Guvrin, podél kterého zde vede dálnice číslo 35.